# Dancing☆Star 光之美少女
為紀念《光之美少女系列》開播20周年，《Dancing☆Star 光之美少女》為日本首個男性光之美少女舞台劇，於2023年4月28日宣布製作。

## 公演

### The Stage 舞台劇公演
- 名稱：『Dancing☆Starプリキュア』The Stage

- 日程與會場[1]：

【東京公演】2023年10月28日（土）～11月5日（日） 品川プリンスホテル ステラボール
【大阪公演】2023年11月10日（金）～11月12日（日） サンケイホールブリーゼ
- 票價：S席11,000日圓、A席8,800日圓

### The Stage2 舞台劇公演
- 名稱：『Dancing☆Starプリキュア』The Stage2

- 日程與會場[2]：

【東京公演】2025年2月15日（土）～ 2月23日（日） シアターH
【京都公演】2025年3月1日（土）～ 3月2日（日） 京都劇場
- 票價：全席指定12,000日圓

### The Stage3 舞台劇公演
- 名稱：『Dancing☆Starプリキュア』The Stage3

- 日程與會場[3]

【東京公演】2025年12月5日（金）～ 12月14日（日） 天王洲 銀河劇場
【大阪公演】2025年12月19日（金）〜 12月21日（日） クールジャパンパーク大阪 TTホール
- 票價：平日全席指定12,000日圓、土日全席指定12,500日圓

## 概要
- 本作將採男子高中生為主角。描寫他們跳舞、日常，以及作為光之美少年使命的原創故事的劇本及演出家。
- 光之美少女變身咒語「Stella Brace,Let’s Dance High！」。
- 音切兄弟變身咒語「Evil Breath,Let’s Dance in Despair！」。
- 本作光之美少年的組別顏色與《Star☆Twinkle 光之美少女》的顏色完全一致。

## 寄語
- 顧問 鷲尾天（東映動畫）

「關於『為什麼要用男性演員來演舞台版光之美少女！？』我能理解各位的心情。
答案是『創造與破壞』。
2004 年開始的《光之美少女》中，赤手空拳勇於向前的黑天使與雪天使，顛覆了迄今女性孩童向動畫的常識。
而自那之後，就算偏離了常識，我們也繼續描繪著『希望有這樣的主角』的理想。但是，就在『英雄的模樣』被光之美少女給浸透時，我們也被自己的那股想像給束縛住了。那就是『為了讓女性發光發熱而做的作品』、『男性角色禁止進入』、『光美就應該是』……等
在標榜 20 週年的今年，我們想藉由常規的首位男子光美以及描寫未來主人公的大人光美等方式，打破自己所立起的印象，並在重新構築後繼續前進。
接著便來到舞台。究竟能不能做出就算只有男生也能說出『這就是光之美少女！』的作品呢？
或許是至今最大的挑戰也說不定。而無謀的嘗試也或許會面臨滿滿的批評吧。
但儘管如此，還是想挑戰。因為這就是《光之美少女》。
我們會竭盡所能，就算粉身碎骨也會做出最好的作品。
還請各位看看並多多指教。」
- 劇本・演出 ほさかよう

「初次見面。我是負責劇本跟演出的 ほさかよう。
很感謝能參與名為《光之美少女》這個被許多人喜愛的作品的歷史之中，而我也對『由男子高中生們的光之美少女所組成的舞台版原創故事』感到了非常重大的責任。
我會盡最大努力，在尊重作品基礎中的世界觀和哲學的同時，展示作為作品的該有的全新可能性。
還請多指教。」

## 故事簡介

### The Stage[4]
現年高中二年級的「星河樂」不但深愛跳舞且擅長熱舞，目標是和自己所屬的熱舞社一同贏得全國舞蹈大賽優勝。
但在前往參加舞蹈比賽選拔的途中，他遭遇到了穿著奇怪衣服的青年【帕德杜】及一名眼神空洞的西裝男子。
在詭異的音樂下，西裝男子突然開始變形，化成異形展開襲擊！
在危急萬分的時刻下，帕德杜的【星光手環】突然發出強光，吞沒了阿樂――
『充滿我心的希望節拍！頂點天使！』
……慢著，我到底在說啥？還有，這身奇怪的衣服到底是什麼？
掌握將絕望變為希望的【光之旋律】！熱舞巨星☆光之美少年即將開演！

### The Stage2[5]
將絕望的「黑暗旋律」轉化為希望的「光之旋律」，  
五人成功奪回了日常生活。
五人作為光美一邊守護著和平，一邊為夢想中的舞蹈大賽努力練習著的某一天，來自對手學校「滿天星高中舞蹈部」音切百合夜與音切眠突然現身！  
他們的指導老師是以「美麗」為信念的知名舞者——姬沼野薔薇，星河樂他們也被三人合力展現的華麗舞蹈深深震撼。
為了迎戰全國大賽這個強敵雲集的舞台，樂他們決定展開舞蹈訓練營。地點竟然是天弦晃雅的老家「天弦神社」！？  
當每個人都在面對自己與舞蹈的過程中，「黑暗旋律」再度響起……！
面對新的困難，光之美少女們再次齊心協力、以心靈的旋律戰鬥！

## 登場人物

### 光之美少年（Precure）
星河樂／頂點天使（Hoshikawa Gaku／Cure Top）
演：田村升吾
形象顏色：  粉色
生日為8月12日，國際青年日。血型B型，身高170cm，MBTI為ESFP。
擅長科目是體育，不擅長數學，喜歡奶酪，不喜歡整理、整頓。
本作的主角，是熱愛舞蹈且擅長舞蹈的高中二年級生，就讀煌星高等學校，熱舞社成員，跟颯斗一起長大，兩人是知心好友。
性格直爽的樂天派，擅長的舞蹈為嘻哈舞，而且體力超群。
變身口號為「充滿我心的希望節拍！頂點天使！」
- 淨化技

頂點天使 快樂星節拍（Cure Top Happy Star Beat）
頂點天使 銀河蝴蝶（Cure Top Milky Way Butterfly）
夏目颯斗／鎖舞天使（Natsume Hayato／Cure Lock）
演：滝澤諒
形象顏色：  藍色
生日為5月10日，Fight日。血型A型，身高174cm，MBTI為ESFJ。
擅長數學，不擅長現代文，喜歡逛唱片店，不喜歡雲霄飛車。
高中二年級生，跟阿樂一起長大，同樣為熱舞社成員，崇拜爽爽奈。
擅長的舞蹈為鎖舞。和樂觀開朗的阿樂相比，對自己的未來感到迷茫。在國中時期就認識了舞人。
變身口號為「撼動人心的熱情舞技！鎖舞天使！」
- 淨化技

鎖舞天使 暗潛洪流（Cure Lock Scuba Stream）
鎖舞天使 飛濺衝擊（Cure Lock Splash Blaster）
月宮爽爽奈／靈魂天使（Tsukimiya Sasana／Cure Soul）
演：森田桐矢
形象顏色：  黃色
生日為4月27日，羈絆日。血型AB型，身高180cm，MBTI為ENFJ。
擅長英語，不擅長地理，喜歡自己所愛的一切，不喜歡的東西是秘密。
高中三年級生，熱舞社社長，和晃雅相互信賴。
熟稔各種舞蹈，其中最為擅長的舞蹈為Soul Dance。
性格平易近人，十分受歡迎，有著調皮的一面，但也會表現出作為社長的責任感。雖然經常擔任打圓場的角色，不過能給出一針見血的評論。
　變身口號為「刻入靈魂的迷人舞步！靈魂天使！」
- 淨化技

靈魂天使 大渦流之門（Cure Soul Maelstrom Gate）
靈魂天使 放克群眾嘉年華（Cure Soul Funkie Chicken Carnival）
天弦晃雅／神樂天使（Tengen Kouga／Cure Kagura）
演：寺坂賴我
形象顏色：  綠色
生日為6月8日，藥師緣日。血型O型，身高175cm，MBTI為ENTJ。
擅長日本史，不擅長世界史，喜歡健身，不喜歡昆蟲。
高中三年級生，熱舞社副社長，和爽爽奈相互信賴，兩人說好主要由晃雅扮黑臉。
擅長的舞蹈為神樂，老家是神社，但晃雅跟老家的關係不怎麼好。
和爽爽奈不同，性格十分嚴厲易怒，但也有關心夥伴的一面。十分在意離開熱舞社的舞人。
　變身口號為「淨化污穢的神聖禮舞！神樂天使！」
- 淨化技

神樂天使 荒魂拂舞（Cure Kagura Ararutamarubu）
神樂天使 鳳來圓舞（Cure Kagura Houraienbu）
神樂天使 姬神演舞（Cure Kagura Himekamienbu）
黒瀬舞人／霹靂天使（Kurose Maito／Cure Break）
演：小辻庵
形象顏色：  紫色
生日為1月17日，防災與志願者日。血型O型，身高168cm，MBTI為ISTP。
擅長化學，不擅長現代社會，喜歡貓，不喜歡吵鬧的人。
高中一年級生，本作光美中唯一不在熱舞社的成員。
擅長的舞蹈為霹靂舞。性格不太坦率，雖然舞蹈才能出眾，但因為某些事情而悄悄退出了熱舞社，不過結尾重新加入熱舞社了。
　變身口號為「劃破黑暗的華麗把戲！霹靂天使！」
- 淨化技

霹靂天使 電光新星（Cure Break Lightning Nova）
霹靂天使 紫羅蘭雷霆（Cure Break Violet Thunder）
- 合體必殺技

時髦旋風（Groovy Cyclone）
由頂點天使、鎖舞天使與霹靂天使合力施展，能夠一次淨化多位邪惡舞者。
快樂星流（Happy Star Stream）
由頂點天使、鎖舞天使合力施展淨化。
放克希望祭典（Funky Hope Festival）
由靈魂天使、神樂天使合力施展淨化。
深淺新星（Scuba Nova）
由霹靂天使、鎖舞天使合力施展淨化。
光之美少年 寰宇星節拍（Precure Cosmic Star Beat）
由本作五位光美合力施展，威力之大，足以成功淨化邪惡舞者的領隊，即死亡帝國的幹部。

### 妖精
帕德杜
演：和合真一
誕生日和血型都不明，MBTI為INFJ。
妖精形態下身高相當於15層煎餅堆的高度，而在人類形態下身高為180cm。
來自異世界的妖精，賦予了眾人變身成為光美的力量，能夠變身成人類型態。妖精型態下說話的語尾會帶「パド」或「ドゥ」，是系列首個有兩個語尾的正規妖精。
名字源於芭蕾舞中的男女雙人舞。喜歡吃鬆餅，這也是他唯一擅長的料理，不喜歡辛辣的食物。
請求阿樂等人掌握「光之韻律」，打倒邪惡舞者，藉此收集「心跳寶石」，完成能夠實現任何願望的「希望樂曲」。
實際身份為死亡遊行前首席幹部。與一位重要之人共舞建立深厚友情，失去對方後決心復活他，離開死亡遊行暗中行動，為完成「希望樂曲」收集心跳寶石。他一邊尋找光美資格者，一邊賦予絕望中的高超舞者黑暗力量，通過兩面手法高效收集寶石。

### The Stage其他
鈴木螢
演：平松來馬
生日為10月11日，血型B型，身高164cm。
擅長數學，不擅長英語，喜歡收集角色商品，不喜歡恐怖電影。
一年級籃球社社員，阿充的好友。
原為校隊的首發球員，但因為前陣子遇到邪惡舞者引發的意外事故而摔斷腿，現在正在醫院積極治療復健中。
結局時恢復狀況良好，很快就能回到校隊陣容。
内海充
演：TAISEI（G.U.M）
生日為12月15日，血型O型，身高175cm。
擅長生物，不擅長物理，喜歡看電影，不喜歡納豆。
一年級籃球社社員，阿螢的好友。
自認籃球天分比不上阿螢，為了追上好友的程度而加倍努力練習，最近終於順利成為校隊的首發球員。
室井一帆
演：伊藤裕一
生日為12月30日，血型A型，身高178cm。
喜歡去咖啡店閱讀，不喜歡人多的地方。
熱舞社的新任外聘教練，也會做一般校內行政工作(社會科老師)。
十分講求集體主義，認為舞蹈並不需要獨一無二的個性，而是完全一致的統一性。
曾經是前途一片光明的職業舞者，可惜過去遭遇某個事故後留下嚴重後遺症，雖然恢復基本行走能力，但至今仍須拄著拐杖才能自行移動。

### The Stage Stella Dancers
演：大澤信児
演：川北和郁
演：大津夕陽
演：大津朝陽
演：安久真修
演：高橋陸人
演：Kodai Harada
演：平井颯太

### The Stage2 其他
天弦總一郎
演：川久保拓司
生日為6月30日，血型O型，身高180cm，MBTI為ISTJ。
晃雅的父親，擔任弦神社的宮司，與兒子晃雅決裂。晃雅因傷被送回神社，父子久違的重逢。經過共同努力與理解，總一郎與晃雅最終和解，修復父子關係。
姬沼野薔薇
演：鳳翔大
生日為11月10日，血型AB型，身高175cm，MBTI為ENTJ。
滿天星高中的舞蹈社顧問。強調「美麗」的教學理念，常用「Unlovely」、「Update」。曾夢想社交舞界成名，因高大身材無男性搭檔，男扮女裝出道，後暴露身份被封殺，絕望中加入死亡遊行。身份為死亡遊行幹部，作為調教師，她讓受調教者保有自我意識使用黑暗旋律，幹部形態用鞭子。因共鳴收音切兄弟為部下，洞察帕德杜不簡單，警告兄弟遠離。
音切百合夜
演：安藤夢葉
生日為8月17日，血型A型，身高176cm，MBTI為INTP。
滿天星高中舞蹈社2年級。眠的哥哥。經羅莎莉雅德調教能操縱黑暗旋律，性格高傲。受Vogue舞吸引而學舞，卻因舞蹈風格與弟弟眠遭欺凌，厭惡一切「暴力」事物。絕望中遇羅莎莉雅德，因共鳴其性別困境而投誠。
音切眠
演：梶田拓希
生日為8月17日，血型A型，身高181cm，MBTI為ISFJ。
滿天星高中舞蹈社1年級。百合夜相差1歲的弟弟。擅長Vogue舞，受哥哥百合夜影響開始學習，經羅莎莉雅德調教能操縱黑暗旋律。性格溫和，試圖勸解百合夜與舞人衝突未果。欣賞煌星高校熱舞社，賽後向阿樂道歉並解釋百合夜性格背景。

### The Stage2 Stella Dancers
演：大澤信児
演：川北和郁
演：壁
演：Daikichi
演：安久真修
演：KESO
演：HARUYOSHI
演：平井颯太

### The Stage3 其他
室井一帆
演：伊藤裕一
朝吹太踊
演：高橋祐理
小丑
演：中河内雅貴
音切百合夜
錄像演：安藤夢葉
音切眠
錄像演：梶田拓希

### The Stage3 Stella Dancers
演：川北和郁
演：Daikichi
演：山崎類
演：入江二千翔
演：高梁玲次
演：HARUYOSHI
演：平井颯太
演：Haruto

## 登場歌曲

### The Stage 主題曲[9]

作詞：こだまさおり，作曲：楠瀬拓哉，主唱：頂點天使（田村升吾）、鎖舞天使（滝澤諒）、靈魂天使（森田桐矢）、神樂天使（寺坂賴我）、霹靂天使（小辻庵）

作曲：楠瀬拓哉

### The Stage 劇中曲[9]

作詞：こだまさおり，作曲：楠瀬拓哉，主唱：頂點天使（田村升吾）、鎖舞天使（滝澤諒）、靈魂天使（森田桐矢）、神樂天使（寺坂賴我）、霹靂天使（小辻庵）

作曲：楠瀬拓哉

### The Stage2 主題曲[10]

作詞：こだまさおり，作曲：楠瀬拓哉，主唱：頂點天使（田村升吾）、鎖舞天使（滝澤諒）、靈魂天使（森田桐矢）、神樂天使（寺坂賴我）、霹靂天使（小辻庵）

### The Stage3 主題曲
作詞：こだまさおり，作曲：楠瀬拓哉

## BD&DVD
| 卷數        | 發售日期      | BD規格編號 | DVD規格編號 |
| ----------- | ------------- | ---------- | ----------- |
| The Stage   | 2024年4月10日 | MJBD-40266 | MJBD-72407  |
| The Stage 2 | 2025年6月25日 | MJBD-40284 | MJBD-72414  |

## 製作人員
- 主辦：Dancing☆StarプリキュアThe Stage製作委員會[1]
- 原作：東堂いづみ[1]
- 顧問：鷲尾 天（東映アニメーション）[1]
- 角色設計：川村敏江[1]
- 劇本兼演出：ほさかよう[1]
- 舞步：YOKO(HIGH-ENERGY)[1]
- 美術：乘峯雅寛[1]
- 照明：鈴木健司（ルポ）[1]
- 服裝：摩耶[1]
- 髮型：Aki[1]
- 演出助手：千田阿紗子[1]
- 宣傳美術：LT Graph[1]
- LOGO設計：栗原高明[1]
- 周邊設計：樋口敬太[1]
- 宣傳照片：大柳玲於[1]

### The Stage
- 音樂：楠瀬拓哉[1]
- 音效：遠藤宏志[1]
- 影像：荒川ヒロキ[1]
- 特殊造型：田中秀美[1]
- 舞台執導：井上卓[1]
- 製作進行：S-SIZE[1]

### The Stage2
- 音樂：Elements Garden[2]
- 武打：六本木康弘(ジャパンアクションエンタープライズ)[2]
- 音效：高橋秀雄、水木さやか(アントラクト)[2]
- 影像：森すみれ[2]
- 特殊造型：平野雅史[2]
- 舞台執導：DDR[2]
- 製作進行：杉田智彥(アズプロジェクト)[2]

### The Stage3
- 音樂：藤田淳平[3]
- 武打：六本木康弘(ジャパンアクションエンタープライズ)[3]
- 音效：高橋秀雄、深澤大青[3]
- 影像：森すみれ[3]
- 特殊造型：平野亞史[3]
- 舞台執導：DDR[3]
- 製作進行：杉田智彥(アズプロジェクト) [3]

## 外部連結
- 熱舞巨星☆光之美少年 （页面存档备份，存于）
- 熱舞巨星☆Star 光之美少年 Twitter
- 熱舞巨星☆光之美少年 Instagram （页面存档备份，存于）

1. 1 2 3 4 5 6 7 8 9 10 11 12 13 14 15 16 17 18 19 20 21 22 23 24 25 26 27 28 29 30 31 32 33 34 35 36 37 38 39  . Animate Times. 2023-10-30  [2025-05-16] （日语）.
2. 1 2 3 4 5 6 7 8 9 10 11 12 13 14 15 16 17 18 19 20  . Natalie. 2024-11-05  [2025-05-16] （日语）.
3. 1 2 3 4 5 6 7 8 9 10 11 12 13 14 15 16 17 18 19  . Natalie. 2025-07-07  [2025-07-07] （日语）.
4. ↑  . 公式サイト.   [2025-06-03].
5. ↑  . 公式サイト.   [2025-06-03].
6. ↑  該稱呼出自日本，是日本舞蹈界對美國70～80年代的黑人舞蹈文化做出的歸類及稱呼，在美國地區稱該類舞蹈為「Party Dance」。
7. ↑  為日本神道教進行儀式時奉納神的歌舞。
8. 1 2  . Natalie. 2025-05-16  [2025-05-16] （日语）.
9. 1 2  . 公式サイト. 2025-07-09  [2025-07-09] （日语）.
10. ↑  . Animate Times. 2025-01-29  [2025-07-09] （日语）.
11. ↑  . 公式サイト. 2024-04-10  [2025-06-03].
12. ↑  . 公式サイト. 2025-06-25  [2025-06-03].